# Ranunculus psychrophilus
Ranunculus psychrophilus là một loài thực vật có hoa trong họ Mao lương. Loài này được Wedd. miêu tả khoa học đầu tiên năm 1861.